# Drosophila claytonae
Drosophila claytonae är en tvåvingeart som beskrevs av Elmo Hardy och Kaneshiro 1969. Drosophila claytonae ingår i släktet Drosophila och familjen daggflugor.
Artens utbredningsområde är Hawaii.